# Stříbro
Stříbro tjekkisk udtale: [ˈstr̝̊iːbro]; tysk: Mies) er en by i distriktet Tachov-distriktet i regionen Plzeň i Tjekkiet  med omkring 8.000 indbyggere. Den historiske bykerne med renæssancebroen Stříbro er velbevaret og er beskyttet ved lov som en bymæssig monumentzone.
Landsbyerne Butov, Jezerce, Lhota u Stříbra, Milíkov, Otročín og Těchlovice er administrative dele af Stříbro.

## Etymologi
Det tjekkiske navn stammer fra "sølv" (tjekkisk: stříbro), som tidligere blev udvundet der. Det tyske navn Mies kommer fra navnet på Mže-floden (latin: Misa).

## Geografi
Stříbro ligger omkring 26 km vest for Plzeň i Plasyhøjlandet. Det højeste punkt er bakken Jirná på 523 m over havets overflade. Floden  Mže løber gennem byen. Sammenløbet af floden Mže og Úhlavka ligger i den sydlige udkant af byen. En del af Hracholusky Reservoiret, bygget på Mže, ligger i den østlige del af byens område.

## Historie
Ifølge 1500-tallets krønikeskriver Wenceslaus Hajek blev minebopladsen i hertugdømmet Bøhmen grundlagt af Přemyslid-hertugen Soběslav I i 1131. Den første skriftlige omtale af Stříbro er i et skøde fra hertug Frederik fra 1183. Det var et minesamfund beliggende på en vigtig handelsrute (Zlatá cesta, "Den Gyldne Vej") fra Prag til Nürnberg. Her blev der udvundet sølv og senere hovedsageligt bly, hvilket fremskyndede bebyggelsens vækst.
Mellem 1240 og 1250 blev grunden til den nye kongeby lagt på et klippenæs over den gamle bebyggelse. Mies modtog byprivilegier i 1263. Det tjekkiske navn Stříbro er dokumenteret fra det 14. århundrede og frem.
Under hussitterkrigene blev byen belejret af tropperne fra Jan Žižka i 1421, selvom den først blev besat i 1426. Kort efter kunne de hussittiske styrker under Prokop den Store afvise et angreb fra korsfarerne i slaget ved Tachov. I 1541 blev borgerne protestanter. Sølvudvinding blev genoptaget under kong Ferdinand 1. i 1554. Efter Slaget ved Det Hvide Bjerg blev byen underkastet modreformationens foranstaltninger.
Indtil 1918 var Mies en del af Østrig-Ungarn og det administrative centrum af et distrikt med samme navn, en af de 94 Bezirkshauptmannschaften i Bøhmen. Fra 1918 tilhørte Stříbro Tjekkoslovakiet. Efter 2. verdenskrig blev den resterende tyske befolkning fordrevet.

## Seværdigheder
Blandt de mest værdifulde monumenter er Stříbro-broen i gotisk-renæssancestil. Den har én bevaret port, bygget i 1555-1560.
Den oprindelige rådhusbygning, hvis udseende ikke er bevaret, blev i 1543 erstattet af den nuværende renæssancebygning. Sgraffito- dekorationen stammer fra 1823-1888.
Der er et friluftsmuseum om minedrift, med en udstilling af mineudstyr der viser minedriftstraditionen i Stříbro og i resten landet.